# Жуау Фигейреду
Жуау Батиста ди Оливейра Фигейреду (на португалски: João Baptista de Oliveira Figueiredo, [ʒuˈɐ̃w̃ baˈtistɐ di oliˈvejɾɐ fiɡejˈɾedu]) е бразилски офицер и политик от Демократическата социална партия, 30-и президент на Бразилия.
Той е роден на 15 януари 1918 година в Рио де Жанейро в семейството на висш офицер. Постъпва в армията от ранна възраст и достига до звание генерал. След установяването на военния режим през 1964 година заема различни висши длъжности, а през 1979 – 1985 година е президент на Бразилия. На този пост той завършва процеса на постепенно възстановяване на демокрацията, започнат от неговия предшиственик Ернесту Гайзел.
Жуау Фигейреду умира на 24 декември 1999 година в Рио де Жанейро.